# Kovy (youtuber)
Karel Kovář (* 11. září 1996 Pardubice), známý také jako Kovy, je český youtuber, vloger, moderátor, dabér, spisovatel, edukátor a v minulosti také Let's Player. Přezdívka Kovy se odvíjí od jeho příjmení. V březnu roku 2025 má na svém hlavním YouTube kanále (Kovy) přes 1 milion odběratelů. Roku 2020 bylo 75 procent jeho aktivních sledujících na YouTube ve věkové skupině 18 až 34 let. Kromě YouTube působí na dalších sociálních sítích jako Instagram či X. Jeho dosud nejsledovanějším videem je parodie na píseň „Despacito“, která přesáhla hranici 13 milionů zhlédnutí. Jeho hlavní kanál Kovy nasbíral dohromady přes 262 milionů zhlédnutí.

## Osobní život
Narodil se a vyrůstal v Pardubicích, kde také absolvoval základní školu a Gymnázium Dašická. V roce 2016 úspěšně složil maturitní zkoušku z dějepisu a základů společenských věd a později v témže roce se přestěhoval do Prahy, kde začal studovat na Fakultě sociálních věd Univerzity Karlovy obor marketingová komunikace a PR. Po třech semestrech ovšem studium na vysoké škole ukončil, protože ho tento obor tolik nenaplňoval a chtěl se naplno věnovat YouTube a jiným projektům.
V knize Ovšem vydané na podzim 2017 veřejně oznámil, že je homosexuál. V roce 2023 se zasnoubil se stylistou Miroslavem Romanivem, který je od roku 2019 jeho partnerem.
I díky svým úspěchům na YouTube si mohl dovolit posunout tvorbu na novou úroveň a od roku 2021 má nové studio u Prašné brány.

## YouTube
Na YouTube má v současnosti čtyři kanály, z toho na jeden pravidelně přidává videa. Hlavním je kanál Kovy, dříve to byl kanál Gameballcz.
Od ostatních českých youtuberů se liší tím, že probírá aktuální společenská témata, politiku, odvrácenou stranu sociálních sítí či například nebankovní půjčky. Jeho tvorba se zakládá na infotainmentu (propojení informací a zábavy, které má většinou za cíl vzbudit určité emoce) a pomocí videí se snaží bořit předsudky ve společnosti.
Časopisem Forbes byl označen za 17. nejvlivnějšího Čecha na sociálních sítích v roce 2016 a poté se v roce 2017 objevil na dvacátém místě žebříčku „30 pod 30“, uvádějícím 30 nejtalentovanějších Čechů ve věku pod 30 let vybraných tímto časopisem. V roce 2021 jej Forbes umístil na sedmé místo v žebříčku 10 nejlépe placených youtuberů Česka s odhadovaným ročním příjmem 6 mil. korun, v následujícím roce 2022 se ve stejném seznamu umístil na 8. místě s odhadovaným ročním příjmem 7 mil. korun.
V roce 2017 dostal jako jeden ze tří mladých youtuberů (dalšími byli Abdel en vrai z Belgie a Diana zur Löwen z Německa) možnost vyzpovídat předsedu Evropské komise Jeana-Clauda Junckera. Kovy se Junckera tázal na migrační krizi, vztah Evropské unie s Tureckem, nákladné přesuny jednání Evropského parlamentu mezi Bruselem a Štrasburkem a komunikaci EU s mládeží.

### YouTube kanály

#### Gameball
Již od dětství Kovy s kamarádem Tomášem natáčel různá videa. Dne 16. června 2012 si spolu založili YouTube Let's Play kanál Gameballcz, na kterém ze začátku ve videích ani jeden nevystupovali a vydávali Let's Playe ze hry Minecraft. Tomáš se po čase z tohoto kanálu odpojil a Kovy zde natáčel Let's Play videa o dalších hrách, jako například BioShock Infinite, The Settlers, SimCity, Stronghold 2, Stronghold Crusader, Hitman, Mafia II či The Sims 4. Později Kovy začal přecházet na jiný typ videí; přestože i nadále točil Let's Play videa, na Gameballcz se začaly objevovat také různé sestřihy nejlepších okamžiků youtuberů jako Minecrafak nebo Wedry či parodie na minecraftový server Majnuj.cz. Dne 16. června 2014, dva roky po svém založení, překonal kanál Gameballcz hranici 100 000 odběratelů. Kovy se zde stále častěji věnuje parodiím různých témat a osob – jasnovidců Jolandy a Vlastíka Plamínka, kuchařských pořadů Ládi Hrušky a Haliny Pawlowské, televize Ezo.tv, AZ-kvízu nebo pořadu Prostřeno. Dále se začal zabývat politickými tématy a kauzami, které shrnuje do krátkých vtipných videí, a vytvořil třináctidílnou sérii, jež nese název Prasátko Slezina a paroduje seriál pro děti Prasátko Peppa. V roce 2020 zahájil 2. sérii této parodie.

#### Kovy
Dne 5. ledna 2014 si na YouTube založil osobní účet s názvem Kovy s úmyslem natáčet zde vlogy, tematická videa a skeče, které sem také začal pravidelně vydávat. Natočil též několik videí s kamarády Tomášem a Martinem Carevem z YouTube kanálu Jmenuju se Martin. Pravidelně cestuje do ciziny, odkud sestříhává cestovací vlogy; na konci roku 2015 s Youtubery MenTem, Housem a Martinem Carevem navštívil Hong Kong a následně Tchaj-wan. V roce 2016 se například vydal s youtubery Pedrem, Martinem a Housem do USA, na podzim do Íránu, ze kterého natočil videa, v nichž ukázal každodenní život v Íránu. Na konci roku 2016 přiletěl za youtuberem MenTem do Japonska. V únoru roku 2017 s Martinem do Kapského Města. V roce 2018 společně s Českou spořitelnou na olympiádu do Jižní Koreje, v létě pak do Ruska. V létě následujícího roku navštívil společně s organizací UNICEF Rwandu. Dalšími místy, která navštívil, jsou například Bali, Island, Kazachstán či Banát.
Na kanálu Kovy vydává každou neděli tzv. „Kovyneděli“: tematický vlog na různá, odlehčenou formou zpracovaná, aktuální témata, o kterých si přeje informovat mladou generaci. Říká, že vytvoření jednoho videa mu zabere dvanáct až patnáct hodin. Na konci roku 2016 dosáhl na tomto kanále 400 tisíc odběratelů, v červenci o rok později (2017) pak 500 tisíc a v říjnu téhož roku (2017) 600 tisíc odběratelů. K 19. listopadu 2022 má přes 898 tisíc odběratelů a 230,1 mil. zhlédnutí. K dubnu 2023 má na svém kanálu přes 967 tisíc odběratelů. Dne 9. března 2025 kanál překonal hranici 1 milionu odběratelů.

#### Nejlepší okamžiky
Dne 8. února 2014 Kovy založil (s největší pravděpodobností) externí kanál Nejlepší okamžiky pro stejnojmennou sérii, která byla dříve kvůli autorským právům z kanálu Gameballcz stažena na žádost společnosti Central European Media Enterprises, která provozuje českou televizi Nova. Nahrál zde během několika dnů čtyři díly pořadu Nejlepší okamžiky. Poslední díl byl na základě autorských práv zablokován společností Mediengruppe RTL Deutschland.

#### Call Me Charlie
Tento kanál Kovy založil dne 22. června 2017. Bylo to v době, kdy dočasně bydlel v USA a měl v plánu natáčet videa právě o svém životě v USA. Vydal na něj nakonec pouze tři videa v angličtině, potom však videa točit přestal a rozhodl se čas strávený v Los Angeles využít k napsání své první knížky, autobiografii Ovšem.

### Ocenění
V roce 2016 a 2017 vyhrál ocenění videobloger roku v anketě Czech Blog Awards (od roku 2018 pod názvem Czech Social Awards). V roce 2018 v této anketě zvítězil v kategoriích Social Impact & Change a Fair Play, v kategorii Fair Play vítězství obhájil i v roce 2019. Další cenu v této anketě získal i v roce 2020. V roce 2022 ve stejné anketě porazil Petra Máru a Bena Cristovao v kategorii Inspiration & Influence.

## Další působení
Do roku 2019 působil jako jeden z moderátorů v interaktivní talk show s názvem V centru na Televizi Seznam.
Na začátku roku 2019 navázal spolupráci se společností Člověk v tísni, s níž připravil pětidílnou sérii Kovyho mediální ring. Jedná se o edukační videa v rámci programu Jeden svět na školách, v nichž se Kovy věnuje tématu mediální gramotnosti.
V dubnu 2019 se stal delegátem Fóra mládeže OSN za Česko. Téhož měsíce byl také navržen poslancem Tomášem Martínkem (z Piráti) na státní vyznamenání.
V červnu 2019 jako jeden z hostů vystoupil na demonstraci proti premiérovi Andreji Babišovi – Je to na nás! Tato demonstrace byla největší politickou protestní akci v Česku od sametové revoluce v listopadu 1989 a zúčastnilo se jí přes čtvrt milionu lidí.
Od září 2019 nahrává společně s blogerkou Terezou Salte podcast Linka, který se v roce 2020 umístil v soutěži Podcast roku v kategorii Autorský podcast na 2. místě.
V roce 2019 účinkoval v 10. řadě televizní taneční soutěže StarDance …když hvězdy tančí, kde vypadl v semifinále. Umístil se tak celkově na 4. místě. Tančil společně s Veronikou Liškovou.
V roce 2020 měl premiéru na televizní stanici ČT2 dokument Kovy řeší dějiny, ve kterém Kovy hledal řešení selhávající výuky moderních dějin na školách. Vyzpovídal v něm mnoho studentů, některé učitele, či odborníky a nakonec ministra školství Roberta Plagu.
Svým jménem zaštítil reklamní kampaně značek jako Zalando, Bageterie Boulevard, České dráhy, Česká spořitelna či AMC.
Od března 2023 vydává nový podcast LOG, který je buď monolog či dialog s hostem na nějaké téma.
V únoru 2024 se stal kmotrem Mobi - prvního gorilího mláděte narozeného v pavilonu Rezervace Dja a vnučku populární gorily Moji. Jméno Mobi znamená Dědička v jazyce dětí z Kamerunu, účastníků projektu Toulavý autobus, které Zoo Praha požádala o návrhy jmen pro toto gorilí mládě. Z těchto návrhů pak vybírala vítězné jméno česká veřejnost.
V březnu 2025 moderoval 32. ročník předávání cen České filmové a televizní akademie Český lev. Slavnostní ceremoniál vyhlášení cen se uskutečnil v sobotu 8. března 2025 v pražském Rudolfinu; v přímém přenosu jej vysílala Česká televize na programu ČT1.

## Knižní tvorba
- Ovšem (2017)[61][62]
- iPohádka (2019)[63]

## Hudební tvorba
Kromě vlogů, kde Kovy rozebírá rozmanitá témata, od roku 2015 vydal několik hudebních videí zabývající se různými tématy. Zveřejňuje je na platformě YouTube a jsou k poslechu také na platformách Spotify či Apple Music.
| Píseň                      | Rok vydání |
| -------------------------- | ---------- |
| Zlatokopky z Bohnic        | 2015       |
| Beauty Vochechule          | 2015       |
| Měšťák                     | 2015       |
| Youtuber                   | 2016       |
| V kůži rappera             | 2016       |
| Selfie Bitch               | 2016       |
| Nezájem                    | 2017       |
| Závislák                   | 2017       |
| Despacito (česká parodie)  | 2017       |
| YouTube pecka              | 2017       |
| Sleduj                     | 2018       |
| Hejtit                     | 2021       |
| Ruličkář ft. Kluci z Prahy | 2022       |